# Maria Walewska
Công nương Maria Walewska (nhũ danh: Łączyńska; sinh ngày 07 tháng 12 năm 1786 tại Kiernozia - mất ngày 11 tháng 12 năm 1817 tại Paris) là một nhà ái quốc người Ba Lan và một người tình của Hoàng đế Napoleon. Trong những năm sau này bà kết hôn với Philippe Antoine d'Ornano, một sĩ quan của Napoleon.

## Tiểu sử

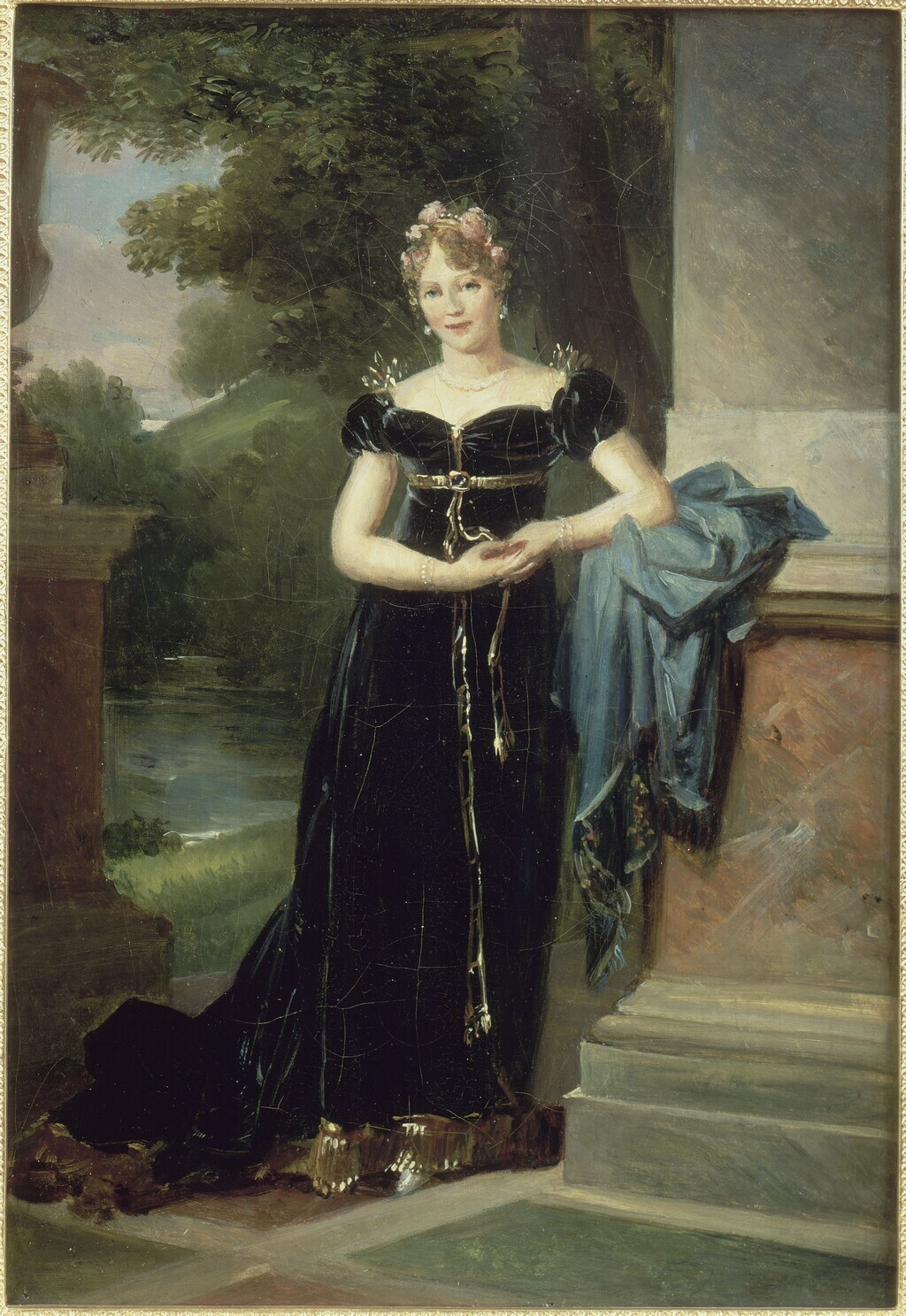
Marie Walewska

Maria được sinh ra trong một gia đình quý tộc giàu có. Cha cô, người đã qua đời trước khi cô được sinh ra, là một địa chủ và mẹ của cô xuất thân các gia đình giàu có Zaborowski. Maria có sáu anh chị em ruột: Benedykt Jozef Hieronim, Teodor, Honorata, Katarzyna và Urszula-Teresa. Cô lớn lên trong ngôi nhà tổ tiên của mình ở Kiernozia, nơi cô cũng nhận được sự giáo dục chu đáo. Nicholas Chopin, cha của Frédéric Chopin, là một trong các gia sư của cô.
Năm 1805, khi vừa 18 tuổi, cô bị gia đình ép buộc kết hôn với bá tước Athenasius Colonna-Walewski, lúc đó đã 70 tuổi và hai lần góa vợ. Walewski từng là quan ở huyện Warka và quan thị vệ của vua Ba Lan cuối cùng, Stanisław August Poniatowski, và cũng là một địa chủ giàu có. Maria và Walewski có một con trai là Antoni Rudolf Bazyli Colonna-Walewski, mặc dù một số nhà sử học tin rằng ông là một đứa trẻ ngoài giá thú, được thai nghén trong thời gian ngắn trước cuộc hôn nhân của Maria. Người bá tước này thường rất ghen tuông vì người phụ nữ trẻ thường được nhiều người vây quanh, nhưng người phụ nữ đã chứng tỏ đạo đức và luôn từ chối những lời mời mọc, tán tỉnh.
Năm 1807, 2 vợ chồng bá tước được Napoleon mời tới dự một buổi khiêu vũ tại Warszawa. Marie Waleska (lúc này 22 tuổi) lúc đầu từ khước lời mời mọc của Napoleon, nhưng sau này đã chấp thuận một cuộc gặp riêng, vì người chồng bá tước và những người Ba Lan yêu nước thúc giục, để đề nghị ông này xuất quân cứu giúp cho nước Ba Lan được độc lập vì nước này đã bị mất chủ quyền từ năm 1795. Sau cuộc gặp gỡ này, cuộc tình mùa xuân của hai người này bắt đầu từ tháng tư cho đến tháng 6 năm 1807 trong một tòa lâu đài xa xôi.
Trong hồi ký của mình, Maria khẳng định rằng cô buộc mình phải gắn kết với Napoleon vì những lý do hoàn toàn yêu nước:
"Sự hy sinh đã được hoàn tất. Đã có thành quả khi đạt được một điều tương đương [thuyết phục Napoleon để hỗ trợ phong trào độc lập Ba Lan], mà có thể tha thứ cho việc không chính đáng của tôi. Đây là ý nghĩ đã dẫn dắt tôi không cho phép tôi rơi dưới sức nặng của ý thức xấu và nỗi buồn của tôi. "
Năm 1809 Maria theo Napoleon trong cuộc hành trình đến Viên, nơi cô sống trong một căn nhà gần dinh thự Schönbrunn Palace, nơi Napoleon cư trú, nhưng cô thường tránh xuất hiện với Napoleon công khai. Trong thời kỳ ở Viên, cô đã mang thai và trở lại Walewice để sinh con trai thứ hai của cô, Alexandre Joseph. Mặc dù Alexandre chắc chắn là con của Hoàng đế Napoleon, ông đã được bá tước Athenasius Colonna-Walewski hợp pháp hoá nhận làm con và do đó mang tên Colonna-Walewski.
Năm 1810, Napoleon trở về Paris, và Maria tháp tùng theo. Cô định cư ở một dinh thự nguy nga ở Rue de Montmorency, nhưng mối quan hệ trước đây của cô với Napoleon kết thúc. Hoàng đế dự tính ly dị Josephine và thay vào đó kết hôn với Marie Louise, Nữ đại công tước Áo, con gái của Hoàng đế Franz I của Áo, vì thế việc duy trì một mối tình với người phụ nữ khác dường như không còn phù hợp. Nhưng tương lai của cô và con trai vẫn được ổn định với những bất động sản lớn ở Vương quốc Napoli.
Năm 1812, Maria đã ly dị Colonna-Walewski.
Năm 1816, Maria đã kết hôn với người yêu lâu năm của bà, Philippe Antoine d'Ornano, bá tước d'Ornano. Họ định cư tại Liege. Năm 1817 Maria sinh ra con trai thứ ba, Rudolph Augustus, và bà ấy đã chết ở Paris ngay sau đó do một căn bệnh thận kéo dài. Trước khi qua đời, bà đã hoàn thành cuốn hồi ký của mình, được gửi đến chồng. Khi có yêu cầu từ người thân Ba Lan của bà, thi hài của bà đã được khai quật từ Nghĩa trang Père Lachaise ở Paris và di chuyển vào hầm mộ gia đình tại Kiernozia.

## Hậu duệ
Maria Walewska để lại ba con trai:
- Con trai của cô từ cuộc hôn nhân đầu tiên, bá tước Antoni Colonna-Walewski, định cư tại Ba Lan và ít được biết đến về cuộc sống của ông.
- Bá tước Alexandre Joseph Colonna-Walewski (04 tháng 5 năm 1810 - 27 tháng 10 năm 1868), con trai từ mối quan hệ của cô với Napoleon I, đã trở thành một nhân vật quan trọng trong chính trị thế kỷ 19 ở Pháp: ông là một nhà ngoại giao có ảnh hưởng và là một bộ trưởng ngoại giao thời Napoléon III. Ông luôn khẳng định rằng cha mình là Colonna-Walewski.
- Con trai thứ ba của bà, Rodolphe d'Ornano, cũng là một nhân vật có ảnh hưởng trong xã hội Pháp, con cháu của ông đã tạo ra hương thơm nổi tiếng và thương hiệu mỹ phẩm Sisley.

Marie Walewska cũng có một cháu gái, tên là Barth, sống tại Bergen, Na Uy. Gia đình Walewska có con cháu ở Na Uy sống đến ngày hôm nay.